# 15 شوال
- السبت
- الأحد
- الاثنين
- الثلاثاء
- الأربعاء
- الخميس
- الجمعة

- 2929 مارس 2025
- 130 مارس 2025
- 231 مارس 2025
- 31 أبريل 2025
- 42 أبريل 2025
- 53 أبريل 2025
- 64 أبريل 2025
- 75 أبريل 2025
- 86 أبريل 2025
- 97 أبريل 2025
- 108 أبريل 2025
- 119 أبريل 2025
- 1210 أبريل 2025
- 1311 أبريل 2025
- 1412 أبريل 2025
- 1513 أبريل 2025
- 1614 أبريل 2025
- 1715 أبريل 2025
- 1816 أبريل 2025
- 1917 أبريل 2025
- 2018 أبريل 2025
- 2119 أبريل 2025
- 2220 أبريل 2025
- 2321 أبريل 2025
- 2422 أبريل 2025
- 2523 أبريل 2025
- 2624 أبريل 2025
- 2725 أبريل 2025
- 2826 أبريل 2025
- 2927 أبريل 2025
- 3028 أبريل 2025
- 129 أبريل 2025
- 230 أبريل 2025
- 31 مايو 2025
- 42 مايو 2025

15 شوَّال أو 15 شوَّال المُکَرَّم أو 15 شوَّال المكرَّمة أو يوم 15 \ 10 (اليوم الخامس عشر من الشهر العاشر) هو اليوم الحادي والثمانون بعد المائتين (281) من أيَّام السنة (أو الثاني والثمانون بعد المائتين لو كان شهر شعبان مُتممًا لليوم الثلاثين أو الثالث والثمانون بعد المائتين لو أتم كلًا من صفر وربيع الآخر وجمادى الآخرة وشعبان ثلاثين يومًا) وفق التقويم الهجري القمري (العربي). يبقى بعده 73 أو 74 يومًا لانتهاء السنة.

## أحداث
- 2 هـ - الرسول محمد يخرج على رأس جيش المسلمين لحصار بني قينقاع اليهود بسبب إحداثهم الشقاق وإثارتهم المشكلات بين صفوف المسلمين، وقيل أيضًا لاعتدائهم على امرأة مسلمة.
- 1298 هـ - بدء الثورة العرابية في مصر بقيادة أحمد عرابي عندما توجه في موكب مع قادة الجيش المصري إلى قصر عابدين مقر إقامة الخديوي توفيق لعرض مطالب الأمة في الحكم الرشيد.
- 1391 هـ - إعلان استقلال الإمارات العربية المتحدة.
- 1380 هـ - أول إصدار للدينار الكويتي.
- 1384 هـ - رئيس مجلس الأمة الكويتي عبد العزيز حمد الصقر يستقيل من رئاسة المجلس، وانتخاب سعود عبد العزيز العبد الرزاق خلفًا له.
- 1388 هـ - فرنسا تبدأ بتنفيذ قرار حظر تصدير الأسلحة وقطع غيار المعدات العسكرية إلى إسرائيل وذلك ردًا على عدوان إسرائيل على مطار بيروت الدولي.
- 1398 هـ - توقيع معاهدة السلام المصرية الإسرائيلية، المعروفة بمعاهدة كامب ديفيد تحت رعاية الولايات المتحدة الأمريكية. وقد وقّع الاتفاق عن الجانب المصري الرئيس محمد أنور السادات، وعن الجانب الإسرائيلي رئيس الوزراء مناحيم بيجن.
- 1409 هـ - عودة مصر لعضوية الاتحاد العربي للنقل الجوي "الآكو"، بعد إنهاء العرب لمقاطعتهم لها بعد صلحها المنفرد مع إسرائيل.
- 1411 هـ - إعصار مداري قوي يضرب بنغلاديش ويؤدي لمصرع حوالي 138 ألف شخص.
- 1412 هـ - لجنة ترسيم الحدود الكويتية / العراقية تقر الخريطة النهائية للحدود البرية المشتركة بين البلدين.
- 1425 هـ - الأسترالية من أصل لبناني «مها سكر» تصبح أول فتاة مسلمة محجبة تنضم لشرطة أستراليا.
- 1434 هـ - إطلاق السلاح الكيميائي في سوريا في بلدة الغوطة أدت إلى مقتل واختناق العديد من الأشخاص.
- 1435 هـ - الرئيس العراقي فؤاد معصوم يكلف حيدر العبادي بتشكيل الحكومة العراقية.
- 1436 هـ -
  - مستوطنون إسرائيليون متطرفون يضرمون النار بمنزلين في نابلس، ما أدى إلى وفاة رضيع محترقًا وإصابة أسرته بحروق بالغة.
  - انطلاق احتجاجات في بغداد ومحافظات وسط وجنوب العراق للمطالبة بتحسين الخدمات وتقليل مخصصات المسؤولين والسياسيين.
- 1438 هـ - الجيش العراقي يعلن عن استعادة مدينة الموصل بالكامل من قبضة تنظيم داعش.

## مواليد
- 1017 هـ - جوزيف اسكاليجيه، مستشرق فرنسي.
- 1250 هـ - غلام أحمد القأدياني، مؤسس الجماعة الأحمدية.
- 1348 هـ - شادي عبد السلام، مخرج مصري.
- 1354 هـ - أحمد محمد عوف، كاتب موسوعي مصري.
- 1374 هـ - فايز قزق، ممثل سوري.

## وفيات
- 86 هـ - عبد الملك بن مروان، خليفة أموي.
- 252 هـ - عبد العظيم الحسني، من أحفاد الحسن بن علي.
- 275 هـ - أبو داود سليمان بن الأشعث، إمام محدث.
- 638 هـ - جلال الدين منكبرتي، آخر سلاطين خوارزم.
- 1348 هـ - محمد تقي الإصفهاني، رجل دين ومؤلِّف شيعي إيراني.
- 1378 هـ - محمد الجواد الجزائري، شاعر وفيلسوف وثائر مجاهد عراقي.
- 1421 هـ -
  - محمد بن صالح العثيمين، رجل دين سعودي.
  - محمد مهدي شمس الدين، عالم ومفكر وفقيه شيعي لبناني.
- 1441 هـ - رمضان شلح، سياسي فلسطيني.

## وصلات خارجية
- موقع قصة الإسلام: حدث في شهر شوَّال.